# Montaud (Hérault)
Pour les articles homonymes, voir Montaud.
Montaud [mɔ̃.tɔ] (en occitan Montaut [mun.'tawt]) est une commune française située dans le nord-est du département de l'Hérault, en région Occitanie. Ses habitants sont appelés les Montaudois et Montaudoises.
Exposée à un climat méditerranéen, elle est drainée par la Cadoule, le Brau, le ruisseau de Cecelés et par divers autres petits cours d'eau. La commune possède un patrimoine naturel remarquable : un site Natura 2000 (les « hautes garrigues du Montpelliérais ») et une zone naturelle d'intérêt écologique, faunistique et floristique.
Montaud est une commune rurale qui compte 1 024 habitants en 2022, après avoir connu une forte hausse de la population depuis 1968.  Elle fait partie de l'aire d'attraction de Montpellier.

## Géographie
Montaud est un village situé à 16 km de Montpellier, dans son aire urbaine. Situé au cœur des garrigues montpelliéraines, il est pourtant situé à la limite avec l'arrondissement de Lodève qui recouvre tout le nord du département.

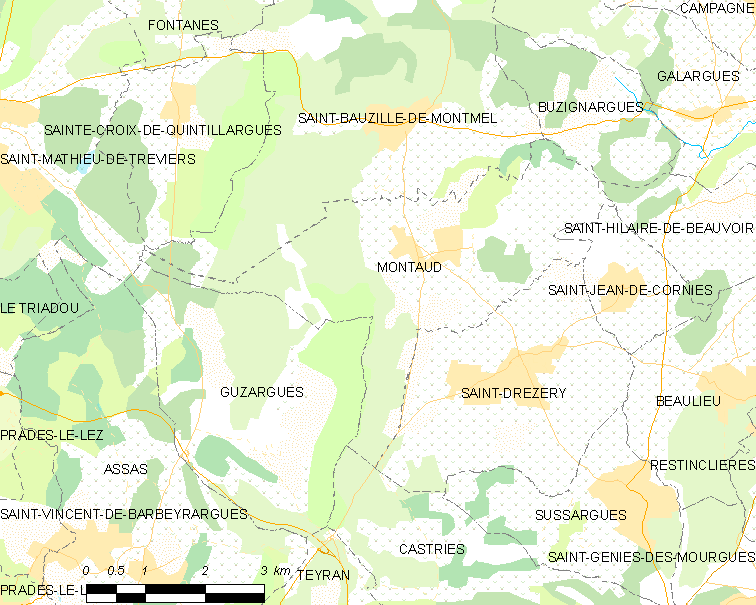
Carte de la commune.

Les communes limitrophes sont  Buzignargues, Castries, Guzargues, Saint-Bauzille-de-Montmel, Saint-Drézéry, Saint-Hilaire-de-Beauvoir, Saint-Jean-de-Cornies et Saint-Mathieu-de-Tréviers.
|                           | Saint-Bauzille-de-Montmel | Buzignargues                                     |
| Saint-Mathieu-de-Tréviers | Montaud                   | Saint-Hilaire-de-Beauvoir, Saint-Jean-de-Cornies |
| Guzargues                 | Castries                  | Saint-Drézéry                                    |

### Climat
Pour des articles plus généraux, voir Climat de l'Occitanie et Climat de l'Hérault.
En 2010, le climat de la commune est de type climat méditerranéen franc, selon une étude s'appuyant sur une série de données couvrant la période 1971-2000. En 2020, Météo-France publie une typologie des climats de la France métropolitaine dans laquelle la commune est exposée à un climat méditerranéen et est dans la région climatique  Provence, Languedoc-Roussillon, caractérisée par une pluviométrie faible en été, un très bon ensoleillement (2 600 h/an), un été chaud (21,5 °C), un air très sec en été, sec en toutes saisons, des vents forts (fréquence de 40 à 50 % de vents > 5 m/s) et peu de brouillards.
Pour la période 1971-2000, la température annuelle moyenne est de 14 °C, avec une amplitude thermique annuelle de 17 °C. Le cumul annuel moyen de précipitations est de 844 mm, avec 6,8 jours de précipitations en janvier et 2,9 jours en juillet. Pour la période 1991-2020, la température moyenne annuelle observée sur la station météorologique la plus proche, située sur la commune de Prades-le-Lez à 9 km à vol d'oiseau, est de 14,6 °C et le cumul annuel moyen de précipitations est de 869,7 mm,. Pour l'avenir, les paramètres climatiques de la commune estimés pour 2050 selon différents scénarios d'émission de gaz à effet de serre sont consultables sur un site dédié publié par Météo-France en novembre 2022.

### Milieux naturels et biodiversité

#### Réseau Natura 2000

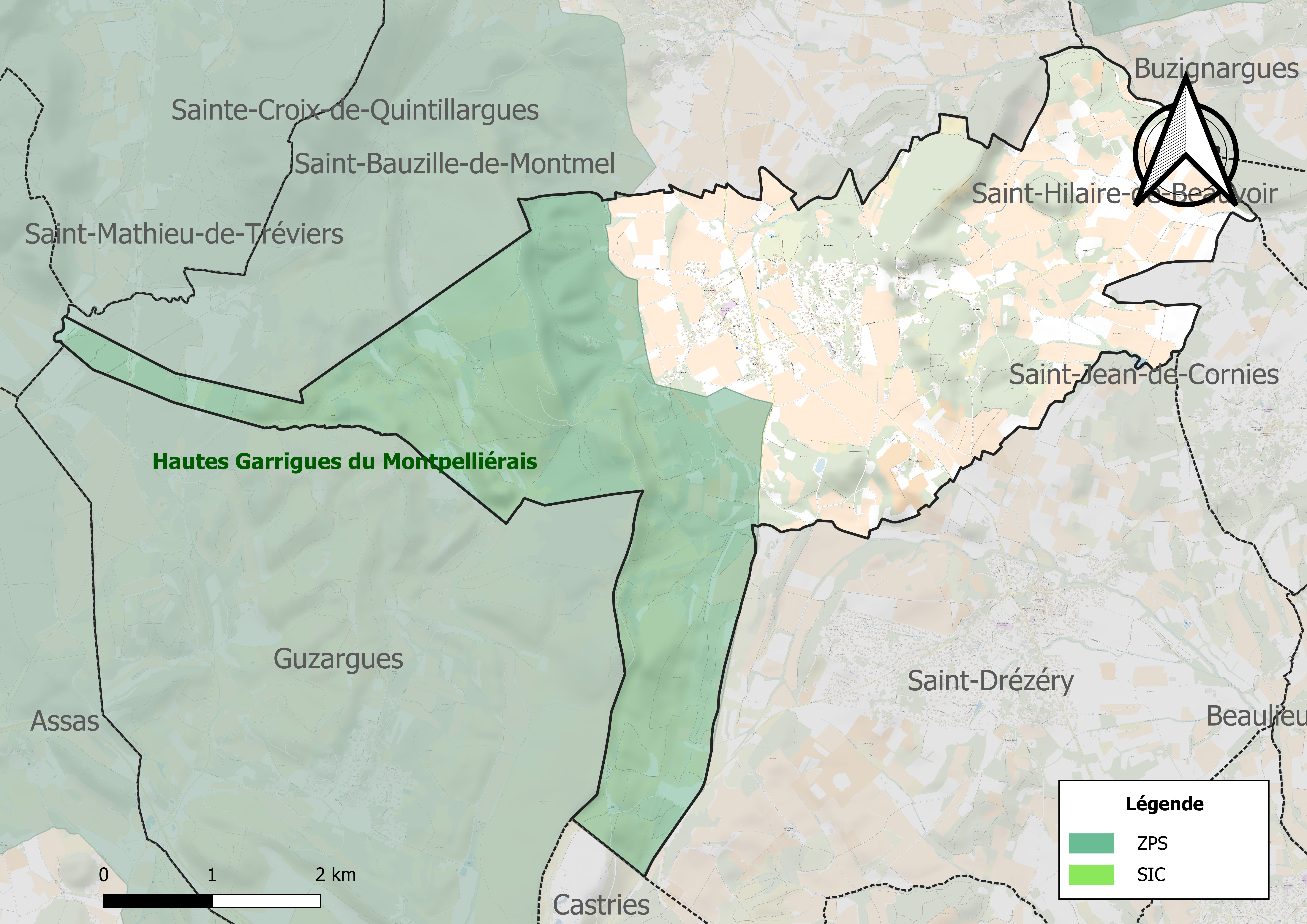
Sites Natura 2000 sur le territoire communal.

Le réseau Natura 2000 est un réseau écologique européen de sites naturels d'intérêt écologique élaboré à partir des directives habitats et oiseaux, constitué de zones spéciales de conservation (ZSC) et de zones de protection spéciale (ZPS).
Un site Natura 2000 a été défini sur la commune au titre  de la directive oiseaux : les « hautes garrigues du Montpelliérais », d'une superficie de 45 444 ha, abritant trois couples d'Aigles de Bonelli, soit 30 % des effectifs régionaux.

#### Zones naturelles d'intérêt écologique, faunistique et floristique

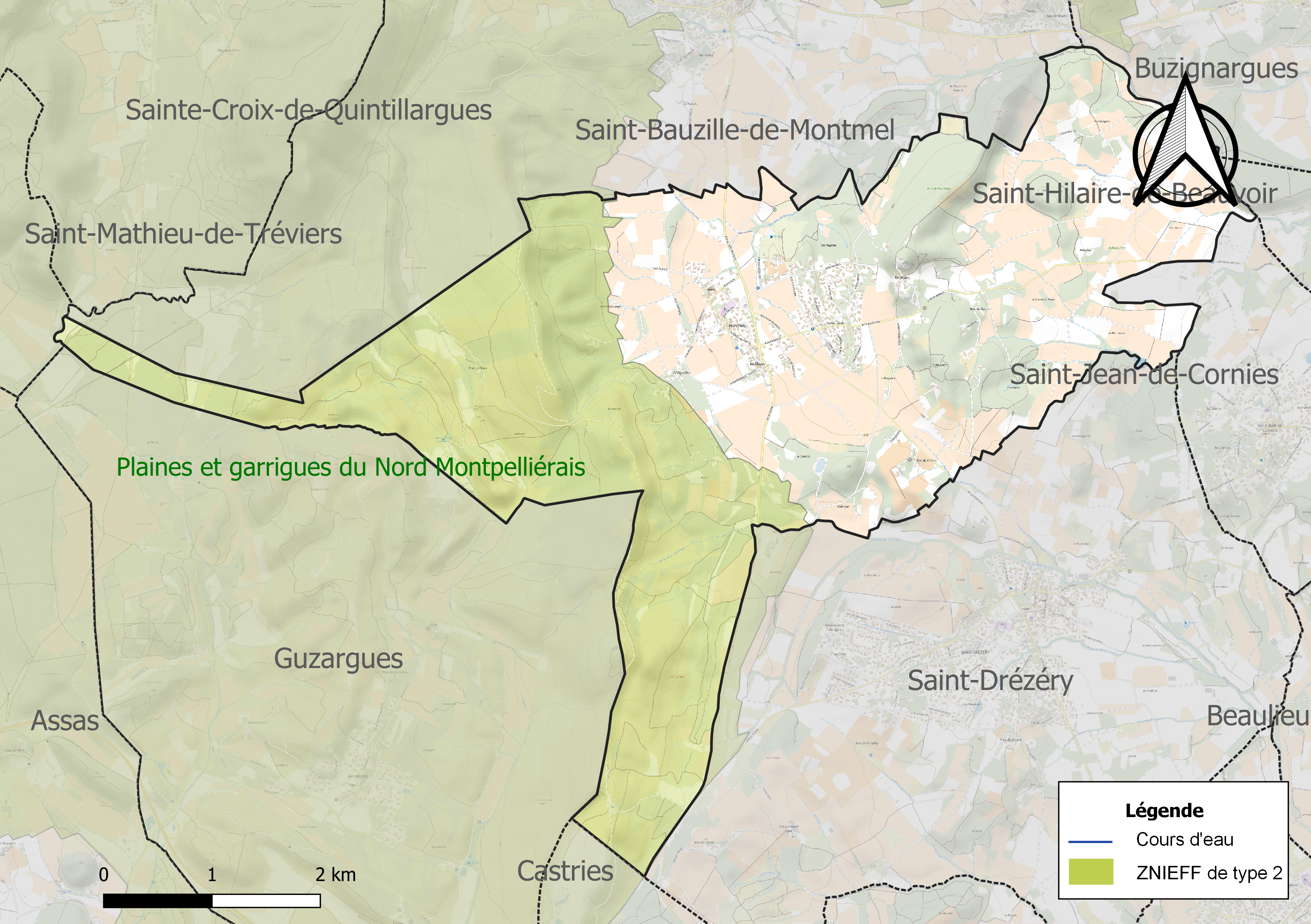
Carte de la ZNIEFF de type 2 localisée sur la commune.

L’inventaire des zones naturelles d'intérêt écologique, faunistique et floristique (ZNIEFF) a pour objectif de réaliser une couverture des zones les plus intéressantes sur le plan écologique, essentiellement dans la perspective d’améliorer la connaissance du patrimoine naturel national et de fournir aux différents décideurs un outil d’aide à la prise en compte de l’environnement dans l’aménagement du territoire.
Une ZNIEFF de type 2 est recensée sur la commune :
les « plaines et garrigues du Nord Montpelliérais » (13 097 ha), couvrant 25 communes dont six dans le Gard et 19 dans l'Hérault.

## Urbanisme

### Typologie
Au 1er janvier 2024, Montaud est catégorisée bourg rural, selon la nouvelle grille communale de densité à sept niveaux définie par l'Insee en 2022.
Elle est située hors unité urbaine. Par ailleurs la commune fait partie de l'aire d'attraction de Montpellier, dont elle est une commune de la couronne,. Cette aire, qui regroupe 161 communes, est catégorisée dans les aires de 700 000 habitants ou plus (hors Paris),.

### Occupation des sols
L'occupation des sols de la commune, telle qu'elle ressort de la base de données européenne d’occupation biophysique des sols Corine Land Cover (CLC), est marquée par l'importance des territoires agricoles (53,8 % en 2018), en augmentation par rapport à 1990 (51,9 %). La répartition détaillée en 2018 est la suivante : 
cultures permanentes (36,4 %), milieux à végétation arbustive et/ou herbacée (31,6 %), zones agricoles hétérogènes (17,4 %), forêts (10,5 %), zones urbanisées (4,1 %). L'évolution de l’occupation des sols de la commune et de ses infrastructures peut être observée sur les différentes représentations cartographiques du territoire : la carte de Cassini (XVIIIe siècle), la carte d'état-major (1820-1866) et les cartes ou photos aériennes de l'IGN pour la période actuelle (1950 à aujourd'hui).

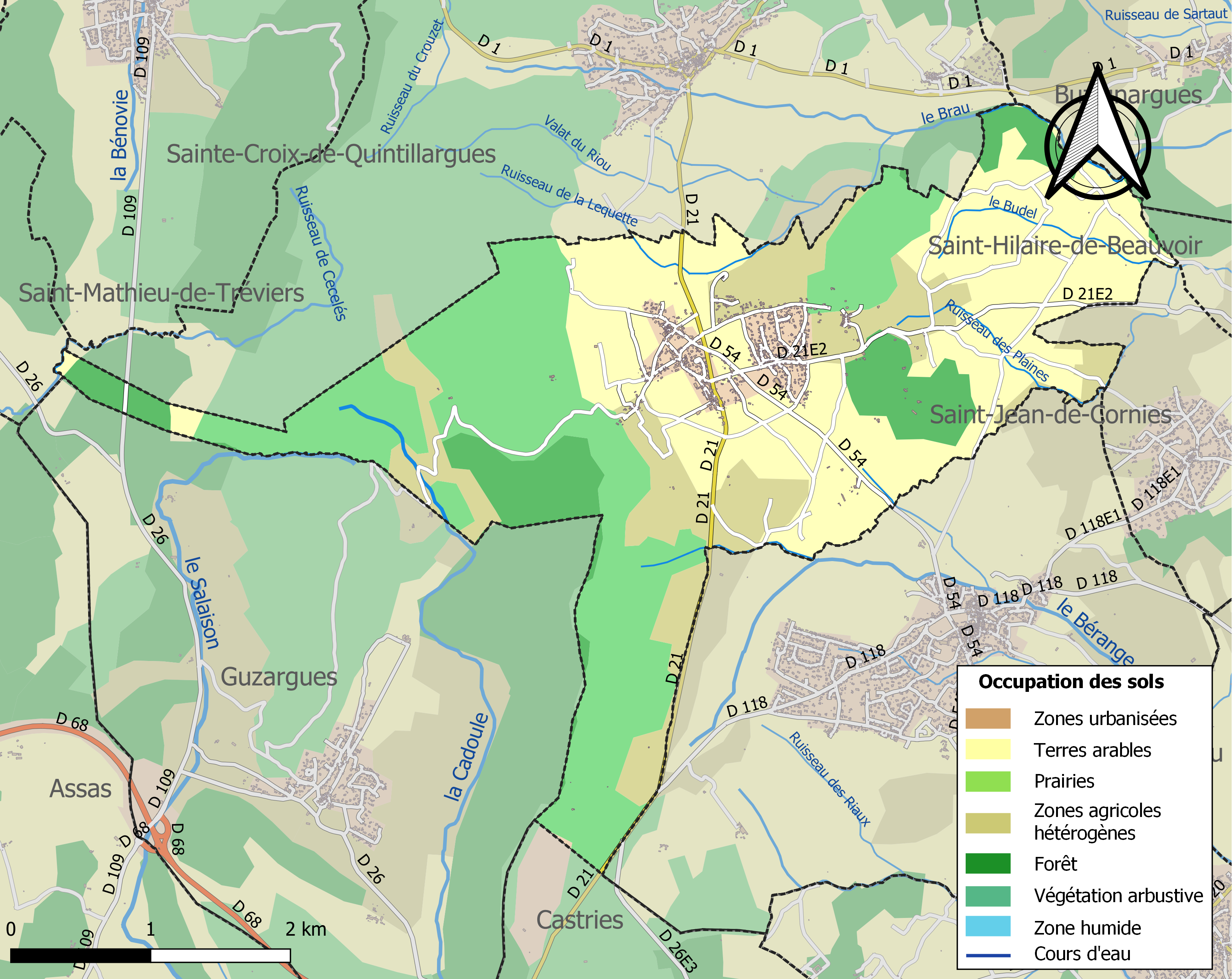
Carte des infrastructures et de l'occupation des sols de la commune en 2018 (CLC).

### Risques majeurs
Le territoire de la commune de Montaud est vulnérable à différents aléas naturels : météorologiques (tempête, orage, neige, grand froid, canicule ou sécheresse), inondations, feux de forêts et séisme (sismicité faible). Il est également exposé à un risque technologique,  le transport de matières dangereuses. Un site publié par le BRGM permet d'évaluer simplement et rapidement les risques d'un bien localisé soit par son adresse soit par le numéro de sa parcelle.

#### Risques naturels
Certaines parties du territoire communal sont susceptibles d’être affectées par le risque d’inondation par débordement de cours d'eau, notamment la Cadoule. La commune a été reconnue en état de catastrophe naturelle au titre des dommages causés par les inondations et coulées de boue survenues en 1982, 1993, 1994, 2002, 2003, 2005, 2006 et 2014,.
Montaud est exposée au risque de feu de forêt. Un plan départemental de protection des forêts contre les incendies (PDPFCI) a été approuvé en juin 2013 et court jusqu'en 2022, où il doit être renouvelé. Les mesures individuelles de prévention contre les incendies sont précisées par deux arrêtés préfectoraux et s’appliquent dans les zones exposées aux incendies de forêt et à moins de 200 mètres de celles-ci. L’arrêté du 25 avril 2002 réglemente l'emploi du feu en interdisant notamment d’apporter du feu, de fumer et de jeter des mégots de cigarette dans les espaces sensibles et sur les voies qui les traversent sous peine de sanctions. L'arrêté du 11 mars 2013 rend le débroussaillement obligatoire, incombant au propriétaire ou ayant droit,.

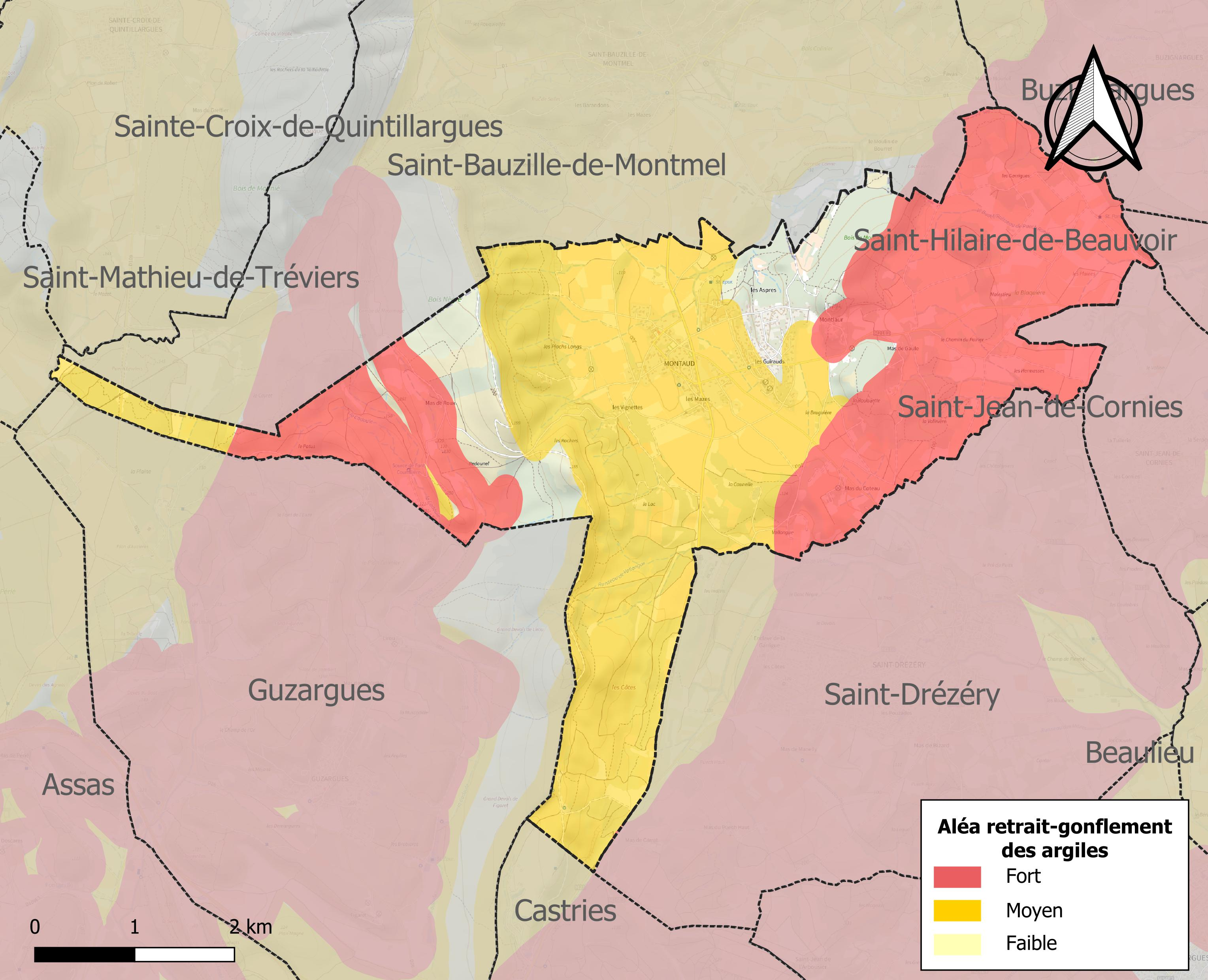
Carte des zones d'aléa retrait-gonflement des sols argileux de Montaud.

Le retrait-gonflement des sols argileux est susceptible d'engendrer des dommages importants aux bâtiments en cas d’alternance de périodes de sécheresse et de pluie. 87,5 % de la superficie communale est en aléa moyen ou fort (59,3 % au niveau départemental et 48,5 % au niveau national). Sur les 381 bâtiments dénombrés sur la commune en 2019, 295 sont en aléa moyen ou fort, soit 77 %, à comparer aux 85 % au niveau départemental et 54 % au niveau national. Une cartographie de l'exposition du territoire national au retrait gonflement des sols argileux est disponible sur le site du BRGM,.
Par ailleurs, afin de mieux appréhender le risque d’affaissement de terrain, l'inventaire national des cavités souterraines permet de localiser celles situées sur la commune.

#### Risques technologiques
Le risque de transport de matières dangereuses sur la commune est lié à sa traversée par des infrastructures routières ou ferroviaires importantes ou la présence d'une canalisation de transport d'hydrocarbures. Un accident se produisant sur de telles infrastructures est susceptible d’avoir des effets graves sur les biens, les personnes ou l'environnement, selon la nature du matériau transporté. Des dispositions d’urbanisme peuvent être préconisées en conséquence.

## Toponymie
Occitan : mont aut = mont haut.

## Histoire
La commune est dominée par les ruines du château de Montlaur, édifié au XIe siècle. Le château voit, entre autres, la naissance, en 1120, de Jean Ier de Montlaur[réf. nécessaire], évêque de Maguelone, qui fera condamner par le Pape l'hérésie des cathares qui déclenchera la croisade contre les Albigeois.
En 1573, lors de la quatrième guerre de Religion, les troupes protestantes, descendant des Cévennes, assiègent sans succès le château qui est situé sur une position stratégique.
Redevenu possession du parti catholique, il est assiégé pendant la première rébellion huguenote, en 1622, par Henri, duc de Rohan. Le château tombe après une semaine de siège, le lundi de Pâques ; les défenseurs sont massacrés. Les vainqueurs enverront le baron de Montlaur dans les geôles protestantes du château de Sommières et le libéreront après paiement d'une importante rançon. Les fortifications du château seront démolies et le château démantelé. Montaud est un village né de ce démantèlement.
En 1664, Louis XIV fera ajouter aux armoiries des Montlaur sept fleurs de lys d'argent pour récompenser la résistance du château lors du siège de 1622[réf. à confirmer].

## Héraldique
| Blason de Montaud | Blason  | D'or à Sainte Marguerite de carnation, habillée d'azur et de gueules, foulant aux pieds un dragon de sinople qu'elle tient attaché à sa dextre par une chaîne d'argent. |
| Blason de Montaud | Détails | Le statut officiel du blason reste à déterminer. |

## Politique et administration

### Municipalité
| Période   | Période   | Identité         | Étiquette | Qualité                                               |
| --------- | --------- | ---------------- | --------- | ----------------------------------------------------- |
| 1947      | mars 1955 | Jean Boudor      |           |                                                       |
| mai 1955  | 1971      | Gabriel Vernis   |           |                                                       |
| 1971      | mars 1977 | René Bompard     |           |                                                       |
| mars 1977 | mars 2014 | Pierre Combettes |           |                                                       |
| mars 2014 | En cours  | Joël Raymond     | LREM      | Fonctionnaire, suppléant de la députée Coralie Dubost |

## Démographie
L'évolution du nombre d'habitants est connue à travers les recensements de la population effectués dans la commune depuis 1793. Pour les communes de moins de 10 000 habitants, une enquête de recensement portant sur toute la population est réalisée tous les cinq ans, les populations de référence des années intermédiaires étant quant à elles estimées par interpolation ou extrapolation. Pour la commune, le premier recensement exhaustif entrant dans le cadre du nouveau dispositif a été réalisé en 2007.

En 2022, la commune comptait 1 024 habitants, en évolution de +3,75 % par rapport à 2016 (Hérault : +7,49 %, France hors Mayotte : +2,11 %).
| 1793 | 1800 | 1806 | 1821 | 1831 | 1836 | 1841 | 1846 | 1851 |
| ---- | ---- | ---- | ---- | ---- | ---- | ---- | ---- | ---- |
| 201  | 162  | 167  | 284  | 206  | 227  | 280  | 261  | 298  |

| 1856 | 1861 | 1866 | 1872 | 1876 | 1881 | 1886 | 1891 | 1896 |
| ---- | ---- | ---- | ---- | ---- | ---- | ---- | ---- | ---- |
| 279  | 279  | 280  | 283  | 268  | 228  | 202  | 230  | 218  |

| 1901 | 1906 | 1911 | 1921 | 1926 | 1931 | 1936 | 1946 | 1954 |
| ---- | ---- | ---- | ---- | ---- | ---- | ---- | ---- | ---- |
| 249  | 260  | 272  | 263  | 268  | 304  | 284  | 315  | 306  |

| 1962 | 1968 | 1975 | 1982 | 1990 | 1999 | 2006 | 2007 | 2012 |
| ---- | ---- | ---- | ---- | ---- | ---- | ---- | ---- | ---- |
| 292  | 290  | 298  | 413  | 545  | 616  | 819  | 848  | 949  |

| 2017 | 2022  | - | - | - | - | - | - | - |
| ---- | ----- | - | - | - | - | - | - | - |
| 991  | 1 024 | - | - | - | - | - | - | - |

## Économie

### Revenus
En 2018, la commune compte 396 ménages fiscaux, regroupant 1 018 personnes. La médiane du revenu disponible par unité de consommation est de 24 940 € (20 330 € dans le département).

### Emploi
|                | 2008   | 2013   | 2018  |
| -------------- | ------ | ------ | ----- |
| Commune        | 5,1 %  | 6 %    | 7,1 % |
| Département    | 10,1 % | 11,9 % | 12 %  |
| France entière | 8,3 %  | 10 %   | 10 %  |

En 2018, la population âgée de 15 à 64 ans s'élève à 614 personnes, parmi lesquelles on compte 78 % d'actifs (70,9 % ayant un emploi et 7,1 % de chômeurs) et 22 % d'inactifs,. Depuis 2008, le taux de chômage communal (au sens du recensement) des 15-64 ans est inférieur à celui de la France et du département.
La commune fait partie de la couronne de l'aire d'attraction de Montpellier, du fait qu'au moins 15 % des actifs travaillent dans le pôle,. Elle compte 139 emplois en 2018, contre 99 en 2013 et 95 en 2008. Le nombre d'actifs ayant un emploi résidant dans la commune est de 443, soit un indicateur de concentration d'emploi de 31,4 % et un taux d'activité parmi les 15 ans ou plus de 61,4 %.
Sur ces 443 actifs de 15 ans ou plus ayant un emploi, 78 travaillent dans la commune, soit 18 % des habitants. Pour se rendre au travail, 91,5 % des habitants utilisent un véhicule personnel ou de fonction à quatre roues, 2,5 % les transports en commun, 3,7 % s'y rendent en deux-roues, à vélo ou à pied et 2,3 % n'ont pas besoin de transport (travail au domicile).

### Activités hors agriculture

#### Secteurs d'activités
71 établissements sont implantés  à Montaud au 31 décembre 2019. Le tableau ci-dessous en détaille le nombre par secteur d'activité et compare les ratios avec ceux du département,.
| Secteur d'activité                                                                                        | Commune | Commune | Département |
| Secteur d'activité                                                                                        | Nombre  | %       | %           |
| --- | ------- | ------- | ----------- |
| Ensemble                                                                                                  | 71      |         |             |
| Industrie manufacturière, industries extractives et autres                                                | 6       | 8,5 %   | (6,7 %)     |
| Construction                                                                                              | 21      | 29,6 %  | (14,1 %)    |
| Commerce de gros et de détail, transports, hébergement et restauration                                    | 12      | 16,9 %  | (28 %)      |
| Information et communication                                                                              | 4       | 5,6 %   | (3,3 %)     |
| Activités immobilières                                                                                    | 2       | 2,8 %   | (5,3 %)     |
| Activités spécialisées, scientifiques et techniques et activités de services administratifs et de soutien | 11      | 15,5 %  | (17,1 %)    |
| Administration publique, enseignement, santé humaine et action sociale                                    | 6       | 8,5 %   | (14,2 %)    |
| Autres activités de services                                                                              | 9       | 12,7 %  | (8,1 %)     |

Le secteur de la construction est prépondérant sur la commune puisqu'il représente 29,6 % du nombre total d'établissements de la commune (21 sur les 71 entreprises implantées  à Montaud), contre 14,1 % au niveau départemental.

#### Entreprises et commerces
Les quatre entreprises ayant leur siège social sur le territoire communal qui génèrent le plus de chiffre d'affaires en 2020 sont : 
- A4M Amenagement, agencement de lieux de vente (257 k€) ;
- Permac, travaux de peinture et vitrerie (193 k€) ;
- C2Mh Events, organisation de foires, salons professionnels et congrès (12 k€) ;
- House Boat Concept, construction de bateaux de plaisance (0 k€).

### Agriculture
La commune est dans le « Soubergues », une petite région agricole occupant le nord-est du département de l'Hérault. En 2020, l'orientation technico-économique de l'agriculture  sur la commune est la culture de légumes ou champignons.
|               | 1988 | 2000 | 2010 | 2020 |
| ------------- | ---- | ---- | ---- | ---- |
| Exploitations | 40   | 37   | 26   | 21   |
| SAU (ha)      | 367  | 429  | 273  | 450  |

Le nombre d'exploitations agricoles en activité et ayant leur siège dans la commune est passé de 40 lors du recensement agricole de 1988  à 37 en 2000 puis à 26 en 2010 et enfin à 21 en 2020, soit une baisse de 47 % en 32 ans. Le même mouvement est observé à l'échelle du département qui a perdu pendant cette période 67 % de ses exploitations,. La surface agricole utilisée sur la commune est restée relativement stable, passant de 367 ha en 1988 à 450 ha en 2020. Parallèlement la surface agricole utilisée moyenne par exploitation a augmenté, passant de 9 à 21 ha.

## Culture locale et patrimoine

### Lieux et monuments
- Église de la Nativité-de-Notre-Dame de Montaud.

### Château de Montlaur
L’origine du château, berceau de cette ancienne maison, n'est pas connu. Il appartenait déjà aux seigneurs de ce nom quand, en l’année 1095, Pons et Bernard de Montlaur se croisèrent avec Raymond comte de Toulouse pour délivrer les lieux saints en conséquence du concile de Clermont. Il fut transmis de père en fils depuis lors jusqu’à Hector de Montlaur commandant pour le roi en 1424 la garde de Montpellier, dont le fils Antoine sans héritier mâle, transmit tous ses biens à son cousin Jean III de Montlaur Baron de Murles (arrêt du parlement de Toulouse en date du 28 janvier 1494).
En 1592, le château et la baronnie appartenaient à Marthe de Montlaur. Elle les cède à son proche parent Jean de Bousquet-Verlhac, de cette maison du Quercy ayant donné un cardinal au XIIIe siècle, qui venait d’épouser en 1590 une petite-fille de Jean V de Montlaur. Pour sa descendance le fief sera érigé en marquisat en vertu de lettres patentes données par Louis XIV à Saint-Germain-en-Laye le 25 décembre 1679, enregistré en 1680.
En 1748, Jacques-Josèphe-Toussaint-Hercule 2e marquis de Montlaur meurt sans enfant laissant son héritage à sa petite-nièce, fille d'Étienne de Montlaur et de Marie de Faur, mariée en 1740 à Henri-Joseph-Eugène de Villardi, comte de Quinson, de cette maison originaire du Milanais, possessionné en Provence avant 1350 qui rend hommage cette même année 1748, comme 3e marquis de Montlaur. Son fils Gabriel-Joseph-Raymond, baron des États de Languedoc en 1784 fera substituer son nom et armes à celles de Montlaur et Louis XVI ré-érigera pour lui en marquisat par lettres patentes données à Versailles en 1782, enregistrées en 1787. Depuis cette époque le château n’a pas cessé d’appartenir à la même famille.

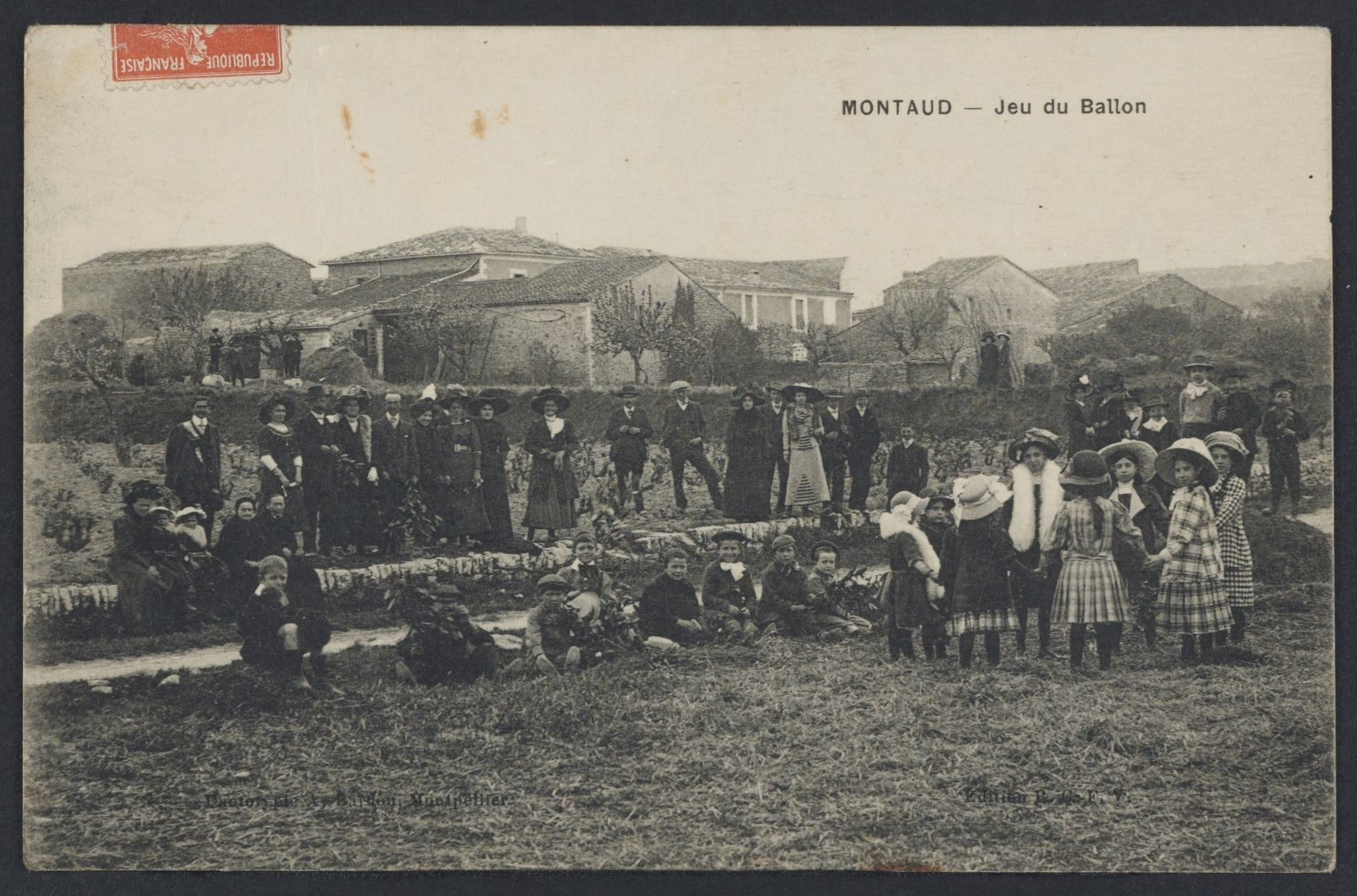
Jeu du ballon : carte postale (1re moitié du XXe siècle).

### Personnalités liées à la commune
- Gaston Baissette, médecin, historien de la médecine, écrivain et poète.
- Madeleine Attal, femme aux multiples talents qui a consacré une grande partie de sa vie au théâtre et la création radiophonique[31].